# Freycinetia novohibernica
Freycinetia novohibernica är en enhjärtbladig växtart som beskrevs av Carl Karl Adolf Georg Lauterbach. Freycinetia novohibernica ingår i släktet Freycinetia och familjen Pandanaceae. Inga underarter finns listade.